# Говзич, Илья Николаевич
Говзич Илья Николаевич (род. 18 апреля 1982, Жодино, Минская область) — белорусский оперный певец, тенор. Приглашённый солист Государственного академического Большого театра России, солист Саратовского академического театра оперы и балета, а также московского музыкального театра «Геликон-опера».

## Биография
Родился 18 апреля 1982 года в городе Жодино. В детстве обучался игре на фортепиано в музыкальной школе. В 2000 году окончил Республиканский лицей при Белорусской государственной академии музыки по специальности «хоровое дирижирование». В 2008 году окончил БГАМ по специальностям «сольное пение» (класс народного артиста Республики Беларусь, профессора П. В. Ридигера) и «хоровое дирижирование» (класс профессора А. П. Зеленковой).
В 2008—2009 году проходил стажировку в Миланской консерватории имени Джузеппе Верди.
В декабре 2009 года исполнил партию Великого жреца в концертном исполнении оперы Моцарта «Идоменей» с Московским камерным оркестром «Musica Viva» под управлением А. И. Рудина. В феврале 2010 года выступил с партией Тибальда в концертном исполнении оперы Гуно «Ромео и Джульетта» с Государственным симфоническим оркестром «Новая Россия» под управлением Бенжамена Пьоннье в Концертном зале им. П. И. Чайковского.
С 2009 по 2011 год — участник Молодёжной оперной программы Большого театра России.
С 2011 года -- солист Саратовского оперного театра, а также постоянный приглашённый солист Большого театра России и Самарского оперного театра. Постоянно гастролирует по городам России и ближнего зарубежья (Якутск, Минск, Челябинск и многие другие).
Сотрудничал с дирижёрами: Антонелло Алеманди, Бенжамином Пьенье, Гинтерасом Ринкявичусом, Золтаном Пешко, Павлом Сорокиным, Антоном Гришаниным, Василием Синайским, Юрием Кочневым, Феликсом Коробовым, Александром Анисимовым.

### Участие в международных конкурсах
- «Bella Voce» (IV премия, Москва, 2006);
- «Iuventus Canti» (диплом, Словакия, 2007);
- Международный вокальный конкурс им. А. Дворжака (диплом, Карловы Вары, Чехия, 2007).

## Репертуар
- Набукко — Измаил
- Леди Макбет Мценского уезда — Нигилист
- Царская невеста — Лыков
- Макбет — Малькольм
- Пиковая дама — Герман
- Волшебная флейта — Тамино
- Кармен — Хозе
- Мадам Баттерфляй — Пинкертон
- Орестея — Орест
- Риголетто — Герцог
- Тоска — Каварадоси
- Травиата — Альфред
- Хованщина — Голицын
- Трубадур — Манрико
- Сказка о Царе Салтане — Гвидон